# 清水石斑魚
清水石斑魚，俗稱衫斑，為輻鰭魚綱鱸形目鱸亞目鮨科的其中一種，分布於印度太平洋區，從紅海、東非至法屬波里尼西亞海域棲息深度1-46公尺，體長可達90公分，生活在珊瑚生長豐富的潟湖及礁石區，為底棲性魚類，成小群活動，屬肉食性，以螃蟹、頭足類、魚類等為食，可做為食用魚，有雪卡魚毒的報告。

## 擴展閱讀
維基物種上的相關：清水石斑魚